# 阿利色替
阿利色替（INN：alisertib；开发代号：MLN8237），或译阿立色替、阿立塞替，是武田药品工业开发的一种口服选择性极光激酶A抑制剂。它被研究作为复发性或难治性外周T细胞淋巴瘤的治疗方法。由于临床试验结果不佳，开发于2015年被放弃。